# Promenade (nouvelle)
Promenade est une nouvelle psychologique et dramatique de Guy de Maupassant, parue en 1884.

## Historique
Signée Maufrigneuse, Promenade est une nouvelle publiée dans le quotidien Gil Blas du 27 mai 1884, puis dans le recueil Yvette.

## Résumé
Depuis quarante ans, le père Leras est un bon employé, exerçant méticuleusement des tâches monotones chez MM. Labuze et Cie. Sa vie privée paraît tout aussi terne et rangée. 
Aujourd'hui, il gagne les Champs-Élysées, dîne sur le trottoir et continue sa promenade jusqu'au bois de Boulogne. Là-bas, il voit de nombreux couples et il se sent alors seul, sans personne. Il se rend compte que lui n’a pas vécu comme les autres, qu’il a vécu une vie monotone, répétant chaque jour méthodiquement les mêmes gestes. 
Il n’a plus envie de rentrer dans sa petite chambre, il redoute le moment où il devra refaire les gestes qu’il fait chaque soir. Il sombre dans la folie et se suicide.

## Éditions
- 1884 - Promenade, dans Gil Blas
- 1884 - Promenade, dans le recueil Yvette chez l'éditeur Victor Havard.
- 1979 - Promenade, dans Maupassant, Contes et Nouvelles, tome II, texte établi et annoté par Louis Forestier, éditions Gallimard, Bibliothèque de la Pléiade.